# Mưa sao băng (2000)
Mưa Sao Băng là phần tiếp theo của bộ phim nổi tiếng Đài Loan Vườn sao băng (2000) được coi là phần thêm vì được công chiếu sau cùng và là để đáp lại sự trông chờ của khán giả sau phần đầu - Vườn sao băng (2000). Phần này tập trung kể về từng nhân vật trong nhóm F4 ngoại trừ Hoa Trạch Loại do Châu Du Dân đảm nhận.

## Nội dung phim
Gồm 3 chương

## Diễn viên
- Ngôn Thừa Húc vai Đào Minh Tự (道明寺)
- Chu Hiếu Thiên vai Tây Môn (西門)
- Ngô Kiến Hào vai Mỹ Tác (美作)
- Dương Thừa Lâm vai Tiểu Ưu (小優)
- Thiên Điền Ái Sa vai Ải Sa
- Giản Bái Ân vai Tiểu Đài